# Dalbergia chontalensis
Dalbergia chontalensis är en ärtväxtart som beskrevs av Paul Carpenter Standley och Louis Otho Otto Williams. Dalbergia chontalensis ingår i släktet Dalbergia, och familjen ärtväxter. Inga underarter finns listade i Catalogue of Life.